# Steib+Steib
Wilfrid und Katharina Steib (auch Steib+Steib) war ein Schweizer Architekturbüro mit Sitz in Basel. Es nahm überwiegend an Architekturwettbewerben für Bauten der öffentlichen Hand und für Wohnsiedlungen teil. Ein thematischer Schwerpunkt war der Entwurf moderner Architektur im Kontext historisch gewachsenener Umgebungen. 
Katharina Steib (* 7. Juni 1935, † 5. März 2022  in Basel) war eine Schweizer Architektin und ehemalige Hochschullehrerin. Sie hatte eine Gastprofessur an der ETH Zürich (1985–1987) und lehrte von 1995 bis 1997 an der TU Berlin.
Wilfrid Steib (* 29. Mai 1931; † 21. Januar 2011 in Basel) war ein Schweizer Architekt.

## Wettbewerbe und Bauwerke (Auswahl)

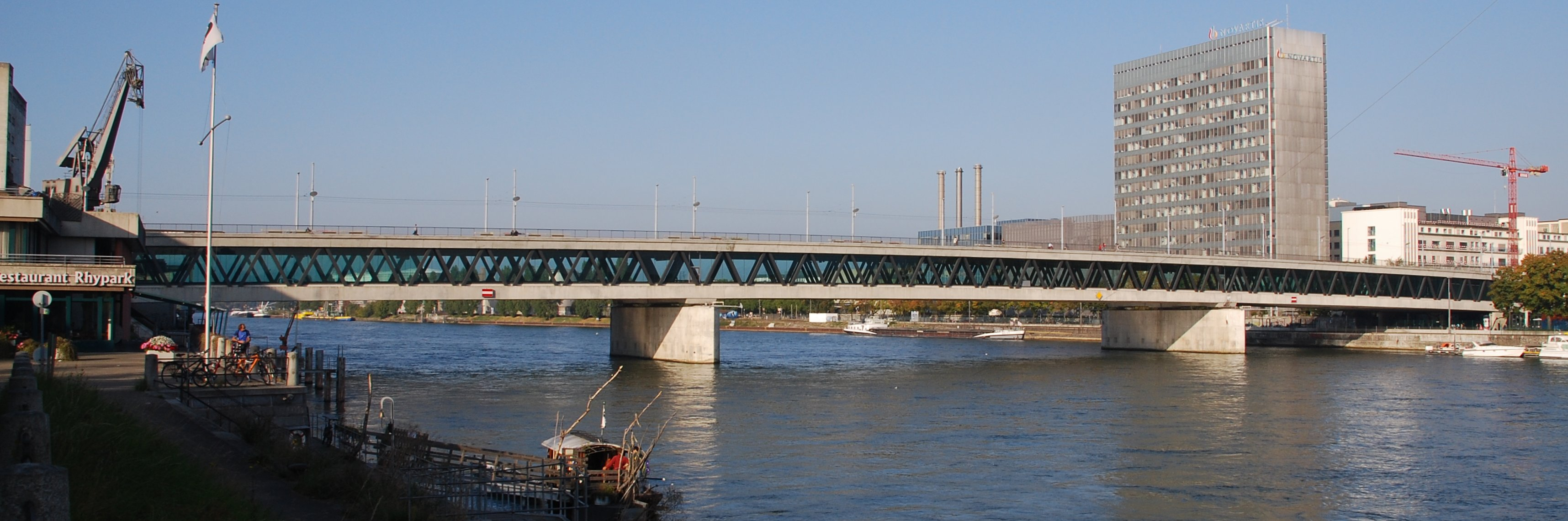
Neue Dreirosenbrücke in Basel

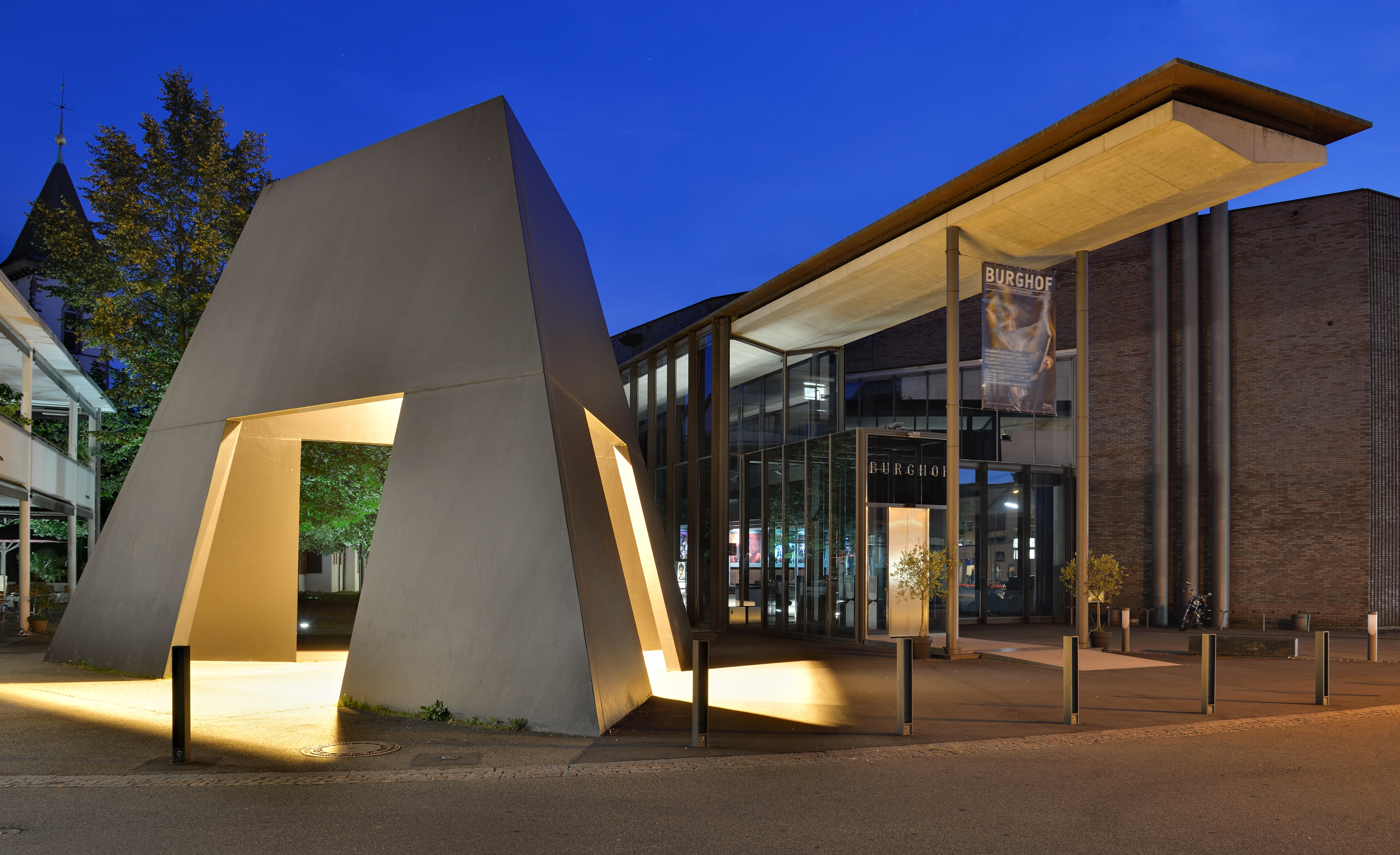
Eingang zum Burghof Lörrach (rechts). Links im Bild die Skulptur „Truncated Pyramid Room“ von Bruce Nauman

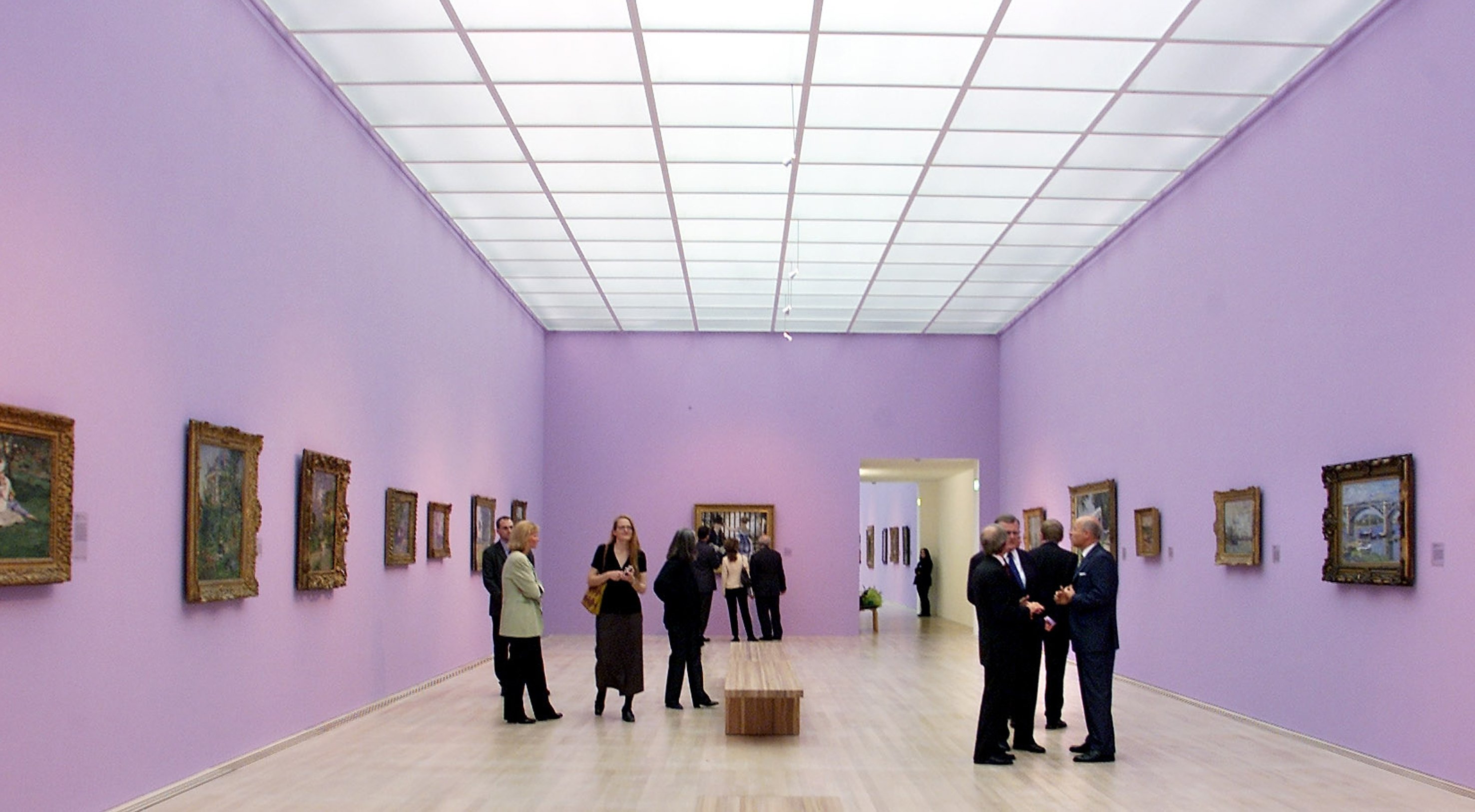
Saal im neuen Erweiterungsbau der Staatsgalerie Stuttgart

- «Haus auf der Burg», Forschungsinstitut für Musik des 20. Jahrhunderts der Paul-Sacher-Stiftung in Basel am Münsterplatz (Umbau eines ursprünglich klassizistischen Hauses)
- «Steinackerhaus», Kirchgemeindehaus der Reformierten Kirchgemeinde Aesch-Pfeffingen, Herrenweg 14, Aesch BL; 1970
- Museum für Gegenwartskunst Basel, St. Alban-Rheinweg 60; Neubau eines Erweiterungsbaues; 1977/78–1980; ausgezeichnet bei der Bautenprämierung des Schweizer Heimatschutzes 1980/81[1]
- Schweizerische Gartenausstellung «Grün 80»: Gestaltung des Gartenteils Vorder-Brüglingen (Arzneipflanzengarten), heute Teil des Botanischen Gartens der Stadt Basel; 1980[2]
- Erweiterung der Alten Staatsgalerie Stuttgart; 2000–2002[3] (dort ist heute die Graphische Sammlung untergebracht)
- Alters- und Pflegeheim «Zum Wendelin», Riehen, Inzlingerstrasse 50; Neubau 1985–88; ausgezeichnet bei der Bautenprämierung des Schweizer Heimatschutzes 1990/91[1][4]
- Wohnsiedlung «Wiesengarten» in Basel, Wiesendamm/Altrheinweg/Giessliweg; 1983–1986
- Alters- und Pflegeheim «Marienhaus», 1993–1996, Horburgstrasse 54/Markgräflerstrasse 47 /49
- Wohnhaus am Wasser, Basel, Unterer Rheinweg 48–52; 1994–1996
- Weitere Wohnsiedlungen in Arlesheim und Lausen (jeweils Schweiz)
- Erweiterungsbau des Historischen Museums in Baden AG; 1992–93[5]
- Anlegestelle für den internationalen Passagierschiffsverkehr in Basel, am Elsässerrheinweg, Nähe St. Johann-Park; 1988–90
- Verwaltungsgebäude der Staatsanwaltschaft und Untersuchungsgefängnis in Basel an der Heuwaage, Binningerstrasse 21/Innere Margarethenstrasse 18; 1991–1995,
- Bürgerhaus «Auf dem Burghof» (Konzert- und Theatersaal bzw. Veranstaltungszentrum) in Lörrach (Deutschland), 1996–1999[6]
- Neue Dreirosenbrücke in Basel (zweigeschossige Autobahnbrücke); 2004
- Gymnasium Münchenstein (Neubau)
- Atelier für den Künstler Georg Baselitz im Park von Schloss Derneburg (bei Hildesheim, Deutschland)
- Schweizer Paraplegiker-Zentrum (SPZ), Nottwil bei Luzern

Nicht realisiert wurde der vom Büro Steib+Steib im Jahr 2000 ausgearbeitete erste Entwurf für die Sammlung Frieder Burda in der Lichtentaler Allee von Baden-Baden. Der Grund waren enorme Bürgerproteste gegen den Eingriff in die historische Parksubstanz durch die dafür vorgesehene Fällung von mehreren Dutzend Bäumen.